# SSコミュニティー
株式会社SSコミュニティー（えすえす -、SS Community Inc.）は、千葉県柏市に本社がある日本の企業。おもな業務は警備およびイベント運営補助。

## 概要
創立後、千葉県柏市にあるJリーグ：柏レイソルの運営補助および警備業務を受託するとともに日本テレビワーク24との業務提携によりJリーグ：東京ヴェルディの運営補助および警備業務とスポーツイベントの運営補助および警備業務に特化している。
プロ野球会場係員及び駐車場警備やCM撮影などロケーション撮影警備、男女ゴルフトーナメント会場警備、常駐警備や道路工事や建築現場の交通警備も行なう。
その他、エコ事業部を創設し環境問題をテーマに株式会社プロマテリアルに出資し二酸化炭素 (CO2) のほか窒素酸化物 (NOx) 、硫黄酸化物 (SOx) を削減するエマルジョン燃料製造装置「エコイラー」の開発に参加。またスターリングエンジンの販売を行っている。同時に株式会社セーフティーコムに出資しマイクロバブル発生装置の活用を提案し商品「シルキーバブ」の販売代理店となっている。

## 事業所
- 東京支社：東京都台東区蔵前2-3-4　蔵前センタービル3階

- 立川支社：東京都立川市錦町4-4-2　第一朝倉ビル1階